# 벡테미르 멜리쿠지예프
벡테미르 루즈마트조노비치 멜리쿠지예프(우즈베크어: Bektemir Roʻzmatjon oʻgʻli Meliqoʻziyev 베크테미르 로즈마트존 오글리 멜리코지예프, 러시아어: Бектемир Рузматжонович Меликузиев, 1996년 4월 8일~)는 우즈베키스탄의 권투 선수이다. 2016년 하계 올림픽에 참가하여 남자 미들급에서 은메달을 획득했으며 세계 선수권 대회에서 은메달 1개, 동메달 1개를 획득했다.